# Château de Sib
Le Château de Sib est un château de la ville de Sistan-et-Baloutchistan, en Iran, construit par la Dynastie Kadjar,,.